# Мали Цетін
Мали Цетін (словац. Malý Cetín) — село, громада округу Нітра, Нітранський край. Кадастрова площа громади — 5.16 км².
Населення 438 осіб (станом на 31 грудня 2018 року).

## Історія
Мали Цетін згадується 1113 року.

## Населення
| Рік:            | 1994. | 2004. | 2014.   | 2024.    |
| --------------- | ----- | ----- | ------- | -------- |
| Кількість осіб: | 384   | 384   | 398     | 502      |
| Різниця:        |       | +0 %  | +3,64 % | +26,13 % |

| Рік:            | 2023. | 2024.   |
| --------------- | ----- | ------- |
| Кількість осіб: | 502   | 502     |
| Різниця:        |       | +1,42 % |